# Sean Smith (diplomata)
Sean Patrick Smith (São Diego, 1 de junho de 1978 — Bengasi, 11 de setembro de 2012) foi um oficial de gerenciamento de informações do Serviço de Relações Exteriores dos Estados Unidos que foi morto durante o ataque de 11 de setembro de 2012 ao consulado dos EUA em Bengasi, na Líbia.

## Vida e trabalho
Smith era filho único e cresceu no bairro de Clairemont, em San Diego, Califórnia. Ele se formou na Mission Bay High School em 1995, alistou-se na Força Aérea dos Estados Unidos em julho de 1995 e serviu por seis anos. Ele era um especialista em manutenção de rádio terrestre (2E1X3) e foi promovido a sargento em agosto de 2000. Ele completou o serviço militar em 2002. Como funcionário do Serviço de Relações Exteriores, ele morava em Haia, Holanda, com sua esposa, Heather, e filhos, Samantha e Nathan.
Smith era conhecido como um jogador líder e ex-membro do Conselho de Gerenciamento Estelar na comunidade de jogos Eve Online (sob o nome de usuário "Vile rat") e era moderador nos fóruns de Something Awful (nome de usuário "Vilerat").

## Morte e legado
Smith foi um dos quatro americanos mortos no ataque de Bengasi. Ele foi condecorado postumamente com Thomas Jefferson Star do Departamento de Estado dos Estados Unidos para o Serviço Estrangeiro em 3 de maio de 2013. No dia de sua morte, Smith digitou uma mensagem para o diretor de sua corporação de jogos Eve Online que dizia: "Supondo que nós não morremos esta noite. Vimos um dos nossos 'policiais' que guardam o complexo tirando fotos".
As reações espontâneas da base de jogadores do Eve Online incluíram uma renomeação em massa de postos avançados em todo o seu universo. O Conselho de Gerenciamento Estelar do jogo publicou uma homenagem a Smith dois dias após sua morte. Zack Parsons nos fóruns de algo horrível organizou um benefício para a família de Smith, arrecadando US$ 127 000.
O filme 13 Horas: Os Soldados Secretos de Benghazi foi filmado em homenagem aos que morreram no ataque. Smith foi interpretado pelo ator Christopher Dingli.[carece de fontes?]